# Liste der Nummer-eins-Hits in den Niederlanden (1964)
Diese Liste enthält alle Nummer-eins-Hits in den Niederlanden im Jahr 1964. Es gab in diesem Jahr zwölf Nummer-eins-Singles.
| Singles |
| --- |
| - Trini Lopez – If I Had a Hammer / A-me-ri-ca - 7 Wochen (16. November 1963 – 3. Januar 1964) - Johnny Hallyday – Pour moi la vie va commençer - 4 Wochen (4. Januar – 31. Januar) - The Beatles – I Want to Hold Your Hand - 7 Wochen (1. Februar – 20. März) - Adamo – Vous permettez, Monsieur? - 11 Wochen (21. März – 5. Juni) - Willeke Alberti – De winter was lang - 1 Woche (6. Juni – 12. Juni) - The Beatles – Can’t Buy Me Love - 3 Wochen (13. Juni – 3. Juli) - The Beatles – Long Tall Sally - 3 Wochen (4. Juli – 24. Juli) - The Beatles – A Hard Day’s Night - 5 Wochen (25. Juli – 28. August) - The Rolling Stones – It’s All Over Now - 3 Wochen (29. August – 18. September) - The Beatles – I Should Have Known Better - 3 Wochen (19. September – 9. Oktober) - Roy Orbison – Oh, Pretty Woman - 9 Wochen (10. Oktober – 11. Dezember) - Lucille Starr – The French Song (Quand le soleil dit bonjour aux montagnes) - 3 Wochen (12. Dezember 1964 – 1. Januar 1965, insgesamt 5 Wochen; → 1965) |

## Jahreshitparaden (1964)
| Singles |
| --- |
| 1. Adamo – Vous Permettez, monsieur? 2. Willeke Alberti – De Winter Was Lang 3. The Beatles – I Want To Hold Your Hand 4. Roy Orbison – Oh Pretty Woman 5. The Rolling Stones – It’s All Over Now 6. The Beatles – Can’t Buy Me Love 7. The Beatles – A Hard Day’s Night 8. Adamo – Quand Les Roses 9. Johnny Hallyday – Pour Moi La Vie Va Commencer 10. Willeke Alberti – Mijn Dagboek 11. The Beatles – I Should Have Known Better 12. Corry Brokken – La Mamma (Zij Kwamen Overal Vandaan) 13. Gigliola Cinquetti – Non Ho L’eta Per Amarti 14. Trini Lopez – This Land Is Your Land 15. Lucille Starr – The French Song 16. The Beatles – Long Tall Sally 17. Cliff Richard – Constantly 18. Siw Malmkvist – Liebeskummer lohnt sich nicht 19. The Beatles – All My Loving 20. Imca Marina – Harlekino 21. Honeycombs – Have I The Right 22. Dave Clark Five – Glad All Over 23. Cliff Richard – On The Beach 24. Cliff Richard – Maria No Mas 25. Cliff Richard – I’m The Lonely One 26. Roy Orbison – It’s Over 27. Gert Timmermans – Nimm Deine Weisse Gitarre 28. The Beatles – If I Fell 29. The Rolling Stones – Tell Me (You’re Coming Back) 30. Dale And Grace – I'm Leaving It Up To You 31. Adamo – Dolce Paola 32. Supremes – Where Did Our Love Go 33. The Beatles – I Feel Fine 34. Willeke Alberti – Spiegelbeeld 35. Gert Timmermans – In Der Mondhelle Nacht 36. The Animals – House Of The Rising Sun 37. Manfred Mann – Do Wah Diddy Diddy 38. Dionne Warwick – Anyone Who Had a Heart 39. Trini Lopez – If I Had a Hammer 40. The Swinging Blue Jeans – Hippy Hippy Shake 41. Jim Reeves – Oh My Darling Caroline 42. The Rolling Stones – Time Is On My Side 43. The Singing Nun Soeur Sourire – Dominique 44. Jim Reeves – I Won't Forget You 45. Trini Lopez – Kansas City 46. The Swinging Blue Jeans – Good Golly Miss Molly 47. Gert Timmermans – Een Moederhart, Een Gouden Hart 48. Louis Armstrong – Helly Dolly 49. Freddy Quinn – Gib Mir Dein Wort 50. Dave Clark Five – Bite And Pieces |